# Särkisaari (ö i Södra Savolax, Pieksämäki)
Särkisaari är en ö i Finland. Den ligger i sjön Pyhäjärvi och i kommunen Pieksämäki i den ekonomiska regionen  Pieksämäki ekonomiska region  och landskapet Södra Savolax, i den centrala delen av landet, 260 km norr om huvudstaden Helsingfors. Öns area är 1,5 hektar och dess största längd är 260 meter i sydväst-nordöstlig riktning.